# メルク・アンド・カンパニー
メルク・アンド・カンパニー（英: Merck & Co.）は、アメリカ合衆国ニュージャージー州に本社を置く、製薬会社である。MSD株式会社 (MSD K.K.) は、メルク・アンド・カンパニーの日本法人である。
メルク・アンド・カンパニーは北米においてのみメルク (Merck) を名乗り、日本を含むその他の地域ではMSD (Merck Sharp and Dohme) の名でビジネスを行っている。一方、世界的に「メルク」の名称を用いているドイツのメルク (Merck KGaA) は、北米においてのみEMD (Emanuel Merck, Darmstadt) の名でビジネスを行う。

## 概要
アメリカを本拠とする世界的な製薬企業であり、世界140カ国以上で事業を展開している。2011年の売上高は480億ドル。従業員数は約86,000名（2011年12月現在）。株式がダウ平均株価の構成銘柄に選ばれている。
1990年代までは医薬品業での世界売上高が断続的にトップであったが、2000年代はM&Aによる業界の再編に伴ってサノフィ・アベンティス、ファイザー、グラクソ・スミスクラインなどに抜かれた。しかし米国メルクは2009年11月に米同業大手のシェリング・プラウを買収、売り上げ規模においてはファイザーに次ぐ世界2位に復している。

### 設立の経緯と名称問題
歴史的には1827年にドイツで創業されたメルク社（Merck KGaA）のアメリカ拠点として1891年にニューヨークに設立されたのが始まりで、それを第一次世界大戦中の1917年、敵国企業としてアメリカ合衆国連邦政府がその資産とともに接収し、別個のアメリカ企業として独立させたものである。
ニューヨークに米国メルク（Merck & Co.）を設立したのは、メルク社（Merck KGaA）をドイツで創業したエマニュエル・メルク（Emanuel Merck）の孫、ジョージ・W・メルク（George W. Merck）であり、この設立年である1891年が米国メルクの設立年とされている。
一方、第一次世界大戦後にもドイツを拠点とするメルク社（Merck KGaA）は事業を継続していたため、結果として二つの「メルク」が今日まで存在し、それぞれ医薬品を扱う世界的企業として発展するに至っている。
このような経緯を背景に、両社では以下のような名称の使い分けを実施している。
当記事が解説する製薬会社
- 北米（アメリカ合衆国とカナダ）における名称: メルク （Merck & Co.、メルク・アンド・カンパニー）
- その他の国や地域における名称: MSD （Merck Sharp & Dohme）
- 「米国メルク」と呼んで峻別する場合もある

ドイツを拠点とする化学・医薬メーカー
- 北米（アメリカ合衆国とカナダ）における名称: EMD （Emanuel Merck Darmstadt）
- その他の国や地域における名称: メルク （Merck KGaA）
- 「ドイツメルク（German Merck）」と通称されたり、創始者名から「Ｅメルク（E. Merck）」、あるいは本社の所在地から「メルク・ダルムシュタット（Merck Darmstadt）」と呼ばれることもある
- 北米を含む全世界向け英語ウェブサイトや投資家向け報告書等では「メルク カーゲーアーアー、ダルムシュタット、ジャーマニー (Merck KGaA, Darmstadt, Germany)」を用いている。「KGaA, Darmstadt, Germany」を併記することで Merck & Co. とは区別出来るので、北米においても Merck の名称を使用することは可能だと独メルクは主張している
- 医薬部門は2007年、合併に伴い「メルクセローノ（Merck Serono）」となったが、北米での名称は「EMDセローノ」である。

同じくアメリカ合衆国連邦政府によって接収され、以後同名の会社が米独両国に存在した製薬関連企業の例にはシエーリングがあるが、アメリカのシェーリングはシェリング・プラウへの移行を経て、奇しくも2009年には米国メルク（Merck & Co.）に吸収合併されている。また、ドイツのシエーリングは2007年、同じくドイツの製薬会社・バイエルに買収されて消滅している。

### 独立後の歴史
- 1899年 - メルクマニュアル初発刊[8]。
- 1933年 - ニュージャージー州、Rahway に研究所を設立[8]。
- 1942年 - 連邦安全保障庁管轄下の戦争調査サービスで数年間、化学兵器の開発を担う。
- 1953年 - Sharp & Dohme 社を買収・合併[8]。
- 2000年 - 米シェリング・プラウ社との合弁会社、メルク・シェリングプラウ製薬を設立[8]。
- 2009年 - 米シェリング・プラウ社を411億ドルで買収[9]。この買収・合併では存続会社をシェリング・プラウとし、メルクが解散した上でシェリング・プラウの社名をメルクに変更するという手続きが取られている。

## 日本での事業

### 萬有製薬との合弁
米国メルク（Merck & Co.）は1954年（昭和29年）、萬有製薬（東京）との合弁によって「日本メルク萬有株式会社（NMB）」を設立、同社を萬有製薬が日本で販売する米国メルク製品の輸入・発売元とした。
1970年（昭和45年）、米国メルクの100%出資による日本法人として、「日本MSD株式会社」が設立されたが、これは米国メルク製品・医薬品原料の輸入やライセンスの管理、メルクマニュアルの版権保有などを目的とする企業であり、医薬品の販売自体は引き続き萬有製薬との提携に基づいて行われていた。ただし、MMRワクチンは化血研が販売するなど、一部のメルク製品については萬有製薬以外との契約によって開発・販売が行われた。
1984年（昭和59年）になると、米国メルクは資産管理子会社を通じて萬有製薬の株式を買い増し、出資比率を50%超として経営権を取得した。その際、日本メルク萬有（NMB）は萬有製薬に経営統合するかたちで清算されている。
2003年（平成15年）1月、米国メルクは萬有製薬（万有製薬）を完全子会社化する方針を発表、日本MSDが同月から同年3月上旬にかけてTOBを実施し、上場している萬有製薬の株式の80%以上の買い付けに成功した。翌2004年（平成16年）3月、日本MSDと萬有製薬が合併することで、米国メルク（メルクグループ）の100%出資の日本法人としての新生「万有製薬株式会社」が設立されることとなった。
2008年（平成20年）7月、万有製薬は翌年1月に新社名、「メルク万有株式会社 (Merck-Banyu Co.Ltd）」に変更することを発表した。しかしながら、その後に関連の追加調査が確定するまで変更を延期することが追加され、実際にはシェリング・プラウとの合併を機にMSD株式会社となった為にこの社名は幻となった。

### 日本法人
米国メルクの日本法人は、MSD株式会社 (英: MSD K.K.) である。本社は、東京都千代田区九段北にある北の丸スクエア内に所在する。会社設立は2010年（平成22年）10月1日。
2009年（平成21年）11月の米国メルク（Merck & Co.）のシェリング・プラウ買収に伴い、米国メルクの日本法人であった万有製薬とシェリング・プラウ日本法人、シェリング・プラウ株式会社（大阪市）との事業統合によって誕生した。この際に、社名はそれまでの「万有」から、米国メルク（Merck & Co.）の北米（アメリカ合衆国とカナダ）以外の国や地域での使用名称である「MSD (Merck Sharp and Dohme)」に基づいたものに変更された。また、同時に社名を冠した企業広告キャッチフレーズ、「みらいを（Miraiwo）すこやかに（Sukoyakani）できる薬（Dekirukusuri）」が制定された。
2018年（平成30年）10月1日に企業ブランディング・キャンペーンの一環として、スローガンを「Inventing for Life」に改められ、また、テレビCMなどでは業種名を明記した「MSD製薬」として表記することとなった（ただし、正式な社名は従来通りMSD株式会社である）。

### 一部事業の分社化
2021年5月19日、米国メルクは婦人科領域、中枢神経系領域、呼吸器系領域、バイオシミラー、長期ブランド製品事業の分社化を発表し、6月3日に分社化による新会社「オルガノン」が発足した。日本においても同様に、同日をもって「オルガノン株式会社」として分社化された。
元々オルガノンはオランダの製薬会社で、婦人科領域を強みにしていたが、2007年に当時のシェリング・プラウに買収され、更にそのシェリング・プラウも2009年11月に米国メルクに買収されたことから、今回の分社化で実に約14年振りにオルガノンのブランドが復活することとなった。
オルガノンには、これまでMSDが発売してきた商品のうち、主に以下の商品が移管されたが、それらの中には、抗うつ薬テトラミド、レスリンなどのようにオランダ時代のオルガノンがシェリング・プラウに買収される以前から販売を継続しているものもある。
- アズマネックス

吸入ステロイド薬、気管支喘息治療薬
- シングレア (SINGULAIR)　（シングレア）

ロイコトリエン受容体拮抗薬（気管支喘息治療剤）
- ナゾネックス

点鼻ステロイド薬、アレルギー性鼻炎治療薬
- コザール/ハイザール (COZAAR/HYZAAR)　（ニューロタン/プレミネント）

A-II受容体拮抗薬/A-II受容体拮抗薬とサイアザイド系利尿薬の合剤（降圧剤）→ デュポンメルク社が開発。
- フォサマック (FOSAMAX)　（フォサマック）

ビスホスホネート製剤（骨粗鬆症治療剤）
- プロペシア (PROPECIA)　（プロペシア）

5α還元酵素阻害剤（AGA（男性型脱毛症）治療薬） → プロスカーと同一成分で内用量が異なる
- ゾコール (ZOCOR)　（リポバス）

シンバスタチン・HMG-CoA還元酵素阻害薬（高脂血症治療剤）
- レメロン (REMERON)　（レメロン）

ミルタザピン製剤（ノルアドレナリン作動性・特異的セロトニン作動性抗うつ薬）
なお、一部の商品についてはMSDも引き続きプロモーション提携の形で携わっている。

#### 事業所
- 本社・グローバル研究開発本部（東京都千代田区）
- 大阪オフィス（大阪府大阪市）
- 妻沼工場（埼玉県熊谷市）
- 営業支店：東京、大阪など全国15か所
- 営業所・課：全国158か所
- 東日本、西日本物流センター

※滋賀工場（滋賀県甲賀市）は2012年10月にキョーリン製薬グループ工場株式会社（キョーリン製薬ホールディングス株式会社の子会社）に譲渡。譲渡後もMSD株式会社が販売する製品の製造（委託製造）が行われている。

## 主な製品

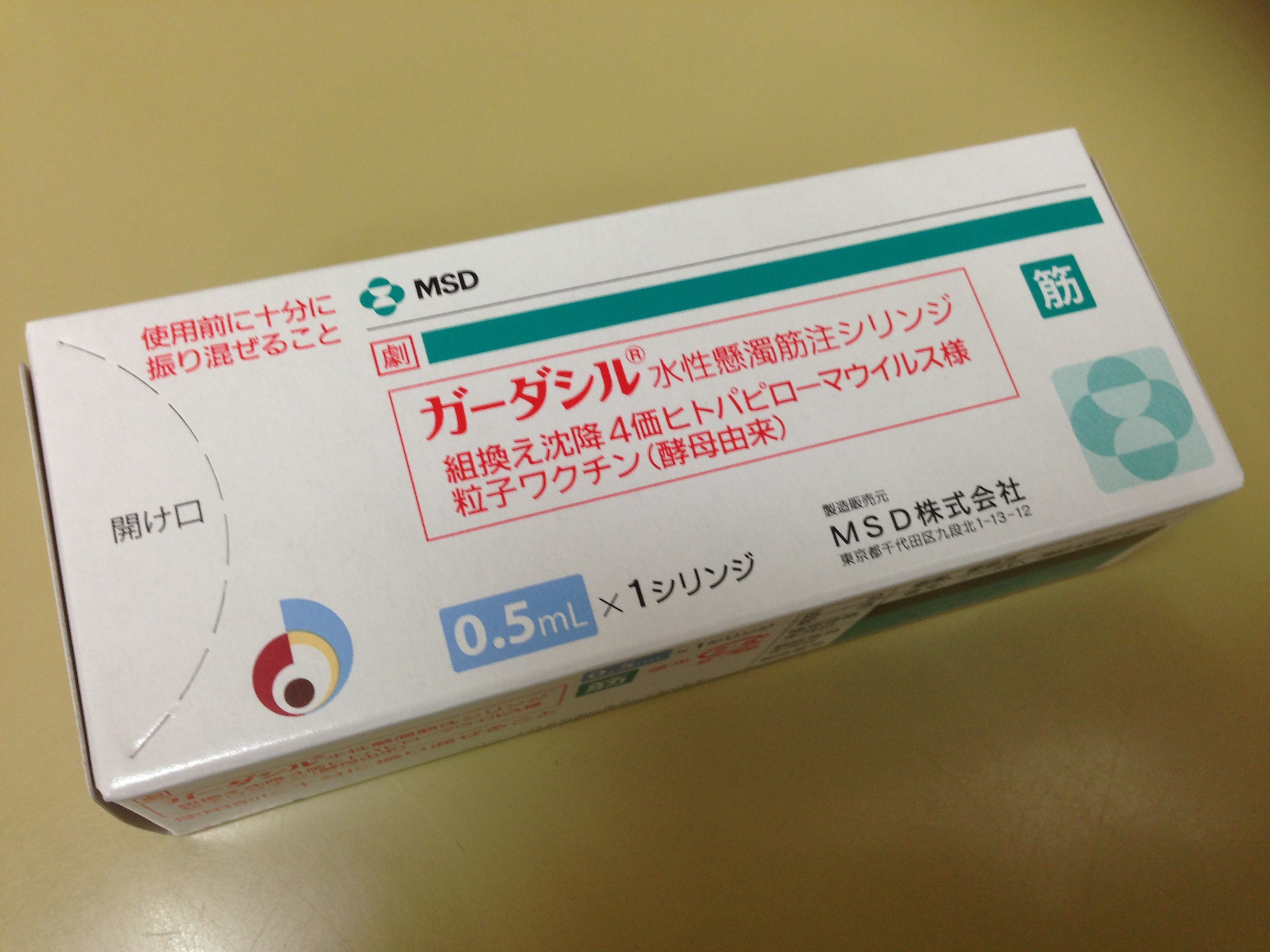
ガーダシル

（日本では未発売・商品名が異なる製品がある。アルファベット名の後の製品名は日本での商品名）
- キイトルーダ

抗PD-1抗体（抗癌剤）
- バソテック/バセレティック (VASOTEC/VASERETIC)　（レニベース）

ACE阻害性降圧剤
- プリマキシン (PRIMAXIN)　（チエナム）

カルパペネム系抗生物質製剤
- トルソプト/コソプト (TRUSOPT/COSOPT)　（コソプト）

炭酸脱水酵素阻害剤/β-遮断剤配合剤（緑内障・高眼圧症治療剤）
- プロスカー (PROSCAR)　（日本未発売）

5α-還元酵素II型阻害薬（前立腺肥大症治療薬）
- クリキシバン (CRIXIVAN)　（クリキシバン）

HIVプロテアーゼ阻害剤（同薬効世界初）
- アイセントレス (ISENTRESS)　（アイセントレス）

HIVインテグラーゼ阻害剤（世界初のインテグラーゼ阻害薬）
- マクサルト (MAXALT)　（マクサルト）

5-HT1B/1D受容体作動型片頭痛治療剤 → 日本では杏林製薬が輸入元としてエーザイから発売されている。
- ベルソムラ (Belsomra)　（ベルソムラ）

選択的デュアルオレキシン受容体拮抗薬（睡眠薬）
- ジャヌビア (JANUVIA)　（ジャヌビア）

シタグリプチン、DPP-4阻害作用による糖尿病治療薬。日本では小野薬品との併売。
- ガーダシル (GARDASIL)　（ガーダシル）

HPVワクチン（子宮頸癌予防ワクチン）
- ロタテック (RotaTeq)　（ロタテック）

5価経口生ロタウイルスワクチン
- クラリチン (Claritin)　（クラリチン）

抗ヒスタミン剤、アトピー性皮膚炎・アレルギー性鼻炎治療薬。日本では塩野義製薬との併売。
- イントロン・ペグイントロン

インターフェロンα・C型肝炎治療薬
- レベトール

抗ウイルス薬・C型肝炎患者向け、上記のインターフェロン製剤と併用で使われる

## 不正
アメリカで関節炎のための薬バイオックス、有効成分ロフェコキシブは、新たなベストセラー薬となるべく1999年に承認されたが、後に心血管系のリスクが倍になると判断し、2004年にメルクは自主回収を行った。2007年には、約27000件の訴訟に対して約48.5億ドル支払うことで合意。
実際には1996年には、メルクの研究者は心血管の懸念について提起していたが、アメリカ食品医薬品局 (FDA) に提出したデータには記載せず、適応範囲拡大のために実施していた試験にて、1999年には重篤な心血管疾患や死亡のリスクが79%高いことが判明していた。2001年に研究を発表する際には、データの操作を行い問題を隠蔽したが、危険性の有意な増加は隠しきれず、メルクの専門家は対照群に用いた治療薬による「心臓に対する防御効果」だと説明していた。『ニューイングランド・ジャーナル・オブ・メディシン』(NEJM)などにバイオックスに有利な論文が掲載されたが、多くがメルクの社員や社外に委託した者によってゴーストライトされており、その半分だけが利益相反を開示しており、データの誤りが判明しNEJMは訂正を行った。2005年に『ランセット』に掲載された論文では、推計で8.8万から14万の重篤な冠状動脈性心疾患を引き起こした

## MSDマニュアル
1899年に米国メルク社が発刊した『Merck's Manual of the Materia Medica』が源流で（後に『The Merck Manual of Diagnosis and Therapy』となる）、膨大な医学情報をコンパクトに要領よく掲載し、現在まで基礎的・スタンダードな医学書として世界中の医療従事者を中心に活用されている専門書が『MSDマニュアル』（北米地域では「メルクマニュアル」）である。
1997年には家庭・一般向けに専門用語を出来るだけ平易な表現にした『The Merck Manual of Medical Information-Home Edition』が出版されており、日本ではどちらも翻訳版が日経BP社から出版されている。（第18版 2006年 ISBN 4822203980、家庭版 2004年 ISBN 4822211169、獣医マニュアル（学窓社） 2003年 ISBN 4873621151）
いずれもオンライン版とアプリ版（iOS・Android）は無料で使用することができる。
『MSDマニュアル』の獣医学版となる『MSD Veterinary Manual』もあり、オンライン版を公開している（英語版のみ）。

## メルクインデックス
『メルクインデックス』(Merck Index) は、米国メルク社が発行している、化学物質、薬品、および生物製剤の事典。現在は書籍とCD-ROMからなっている。化合物名（及びその別名）とCAS登録番号や構造式のほか、融点、沸点、密度などの物性データ、LD50などの生物学的データ、参考文献などを知ることができる極めて便利で詳細な事典である。